# Пуну
Пуну (кит.: 蒲奴; д/н — бл. 75) — шаньюй держави хунну в 46—48 роках, 1-й шаньюй північних хунну у 48—75 роках.

## Життєпис
Син шаньюя Худуерші Дао-гао. 46 року спадкував владу після смерті старшого брата Удадіхоу. Того ж року у землях хунну трапилася небувала посуха і загинуло 2/3 худоби. Водночас повстали племена ухуанів на північному сході, які здобули незалежність. За цих обставин Пуну уклав мирну угоду з ханським імператором Ґуан У. Водночас князь Бі став готувати змову проти шаньюя. У 47 році останній відкрито прибув до ханського імператора, визнавши його зверхність. Шаньюй вирішив покарати зрадника, але князь Бі зібрав близько 45 тис. вершників, проти яких шаньюй мав лише 10 тис. вояків. В подальшому Пуну завдав поразки князю Бі, але згодом шаньюй сам зазнав поразки.
У 48 році князь Бі за підтримки китайців оголосив себе шаньюєм Хухан'є II. Пуну не зміг цьому завадити. Як наслідок держава хунну розпалася на північну й південну. У 49 році військо південних хуну на чолі із князем Мо атакувало володіння Пуну, захопивши брата останнього — Аоцзяна — та 10 тис. полонених, 7 тис. коней і 10 тис. худоби та овець. За цим 2 князя північних хунну перейшли на бік Хухан'є II.
Пуну переніс ставку на 400 км північніше від пустелі Гобі. Невдовзі Аоцзян втік від південних хуну, але на чолі 30 тис. вояків повстав проти Пуну, оголосивши себе шаньюєм. Втім Пуну швидко здолав того й стратив. За цим 5 гудуху (сановників) втекли до південних хунну.
У 50 році Пуну виступив проти Хухан'є II, але зазнав поразки. У 51—55 роках вів перемовини з ханськими урядовцями щодо приборкання південних хунну, але без успіху. Водночас завдав поразки державам в оазах Сіюй, змусивши ті сплачувати данину.
62 року шаньюй північних хунну відправив війська для набігу на командорства Уюань і Юньчжун в Східній Хань, проте зазнав поразки. У 64 році почалися нові сутички з південними хунну. 65 року південнохуннуський князь Хейби повстав, йому на допомогу шаньюй відправив 2 тис. вершників. Проте спроба захопити фортецю Шофан в Ордосі провалилася через підхід додаткових китайських військ. ТОді Пуну віддав наказав нападати на ханців у коридорі Хесі.
У 73 році ханське військо завдало удару по впливовому хуннуському клану Хуянь. перемігши у битві біля Їулу в Хамі. У відповідь Пуну взяв в облогу місто-державу Гуші в Турфанській оазі. Невдовзі після цього шаньюй помер. Йому спадкував син або онук Йоулю.